# Diego Torres
Diego Antonio Caccia Torres (ur. 9 marca 1971 w Buenos Aires) – argentyński piosenkarz i kompozytor pochodzenia włoskiego, tworzący głównie muzykę z gatunku pop. 
Jest synem argentyńskiej piosenkarki Lolity Torres (1930-2002) i Julio Césara „Lole” Caccia. 
Swoją karierę rozpoczął z zespołem La Marca w 1991. W tym samym roku stawiał swoje pierwsze kroki w telewizji. Rok później w 1992 wydał swój pierwszy solowy album zatytułowany Diego Torres, który zebrał trzy platynowe płyty. 
Dzięki współpracy z włoskim producentem Celso Valli w 1996 zyskał popularność nie tylko w Ameryce Południowej, ale także w Ameryce Północnej i Europie. 
11 listopada 2010 otrzymał Nagrodę Grammy dla najlepszego wokalisty. Najnowszym singlem wokalisty jest singiel „Guapa”.
W 2013 był nominowany do nagrody Martína Fierro w kategorii „Najlepszy aktor dziennej komedii” za rolę Rafaela 'Rafy' Crespo w telenoweli Telefe Los vecinos en guerra (2013-2014).

## Dyskografia

### albumy studyjne
- 1992: Diego Torres
- 1994: Tratar de Estar Mejo
- 1996: Luna Nueva
- 1999: Tal Cual Es
- 2001: Un Mundo Diferente
- 2006: Andando
- 2010: Distinto
- 2015: Buena Vida